# Radiant thinking
Radiant thinking of totaalbrein-denken of T-denken kan worden omschreven als het synchroniseren of combineren van het denken met de linker- en rechtercortex. Bovendien is dit een begrip dat door Tony Buzan werd geïntroduceerd om het leren via een mindmap aan te bevelen. De combinatie logica-fantasie of in- en ontspanning nastreven stimuleert niet enkel de beide hersenhelften, maar moet er ook voor zorgen dat men tijdens het leren langer de aandacht kan vasthouden.
Deze associatieve manier van leren verwijst naar de radiant, het hoofdsleutelwoord waarrond de spinnenwebstructuur van een mindmap wordt opgebouwd.